# Hacımehmetli, Alanya
Hacımehmetli là một xã thuộc huyện Alanya, tỉnh Antalya, Thổ Nhĩ Kỳ. Dân số thời điểm năm 2011 là 1.972 người.